# Айюкава
Айюкава (также айюк; англ. auyokawa, auyok, auyo) — вымерший язык (или диалект) западночадской ветви чадской семьи. Вместе с языками баде, нгизим, дувай, ширава и тешена входит в группу языков баде-нгизим подветви баучи-баде.
Язык айюкава был распространён в северо-восточных районах Нигерии, на территории современных районов Кафин Хауса и Айю в штате Джигава, его ареал был самым западным среди ареалов языков группы баде-нгизим.

## Классификация

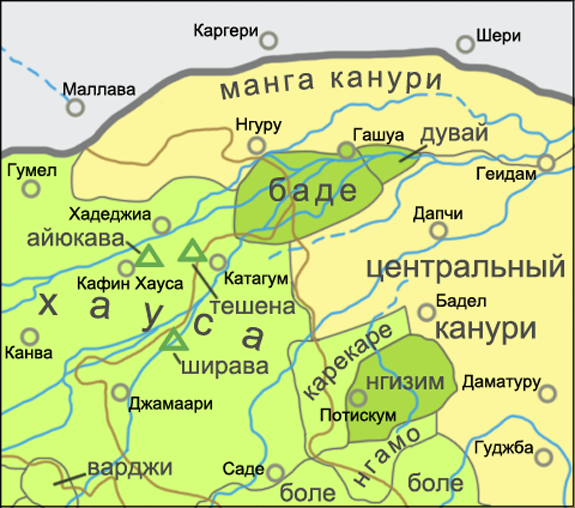
На карте распространения современных языков баде-нгизим показан ареал последних носителей айюкава
в начале XX века

Язык айюкава упоминается в ряде классификаций чадских языков как самостоятельный язык, но, вероятнее всего, он был одним из диалектов языка баде или близкородственного баде вымершего языка ширава. Согласно данным Рассела Шу, айюкава вместе с тешена (тешенава) являлись диалектами языка ширава (шира), который составлял единство вместе с языком баде. В рамках подгруппы баде-нгизим ширава и баде противопоставлялись языку нгизим.

## История
По данным исследователей начала XX века, племя айюкава населяло территории по правому берегу реки Хадеджиа рядом с землями племён ширава и тешенава, с которыми айюкава имели общее происхождение. Предположительно, представители племени айюкава относились к автохтонному населению Северной Нигерии. Между тем в преданиях племени говорится о миграции айюкава вместе с ширава и тешенава в область нынешнего расселения из других мест.
В конце XIX — начале XX века численность племени составляла 3 273 человека. Возможно, к числу айюкава относили также многих живших среди них представителей народа фульбе, переселившихся на территорию расселения айюкава на рубеже XVIII—XIX веков. В целом, отмечалось сильное смешение айюкава и фульбе. Жители областей Катагум и Сокото, называвшие себя айюкава, скорее всего были фульбе — переселенцы с берегов реки Хадеджиа, принявшие этноним айюкава. По сообщениям местных жителей, язык айюкава имел очень близкое сходство с языком баде. Ко времени сбора сведений о племенах Северной Нигерии на рубеже XIX—XX веков язык айюкава находился на грани вымирания, его помнили уже только пожилые люди, почти все представители племени говорили только на фульбе.